# William Scoville
 (septembre 2015).
Si vous disposez d'ouvrages ou d'articles de référence ou si vous connaissez des sites web de qualité traitant du thème abordé ici, merci de compléter l'article en donnant les références utiles à sa vérifiabilité et en les liant à la section « Notes et références ».
Pour les articles homonymes, voir Scoville.
William Beecher Scoville, né le 13 janvier 1906 et mort le 25 février 1984 est un neurochirurgien américain ayant effectué sa carrière à l'hôpital Hartford dans le Connecticut. 

## Biographie
Scoville intègre le service de neurochirurgie en 1939. Il est célèbre pour avoir opéré en 1953 un patient nommé Henry Gustav Molaison (HM) pour tenter de traiter une épilepsie ayant pour origine des lésions des hippocampes.Cette intervention laissa au patient un syndrome amnésique séquellaire qui servit ensuite de modèle d’étude pour les cliniciens.
En 1965, Scoville est poursuivi en justice pour mauvaise pratique de la médecine.  Le plaignant, qui n’est autre que le patient HM, fait valoir que Scoville avait promis qu'il retirerait des résultats positifs de la chirurgie.  [réf. souhaitée]
Scoville meurt d’un accident de voiture le 25 février 1984.  [réf. souhaitée]